# Vézins-de-Lévézou (tổng)
Tổng Vézins-de-Lévézou là một tổng thuộc tỉnh Aveyron trong vùng Occitanie.

## Địa lý
Tổng này được tổ chức xung quanh Vézins-de-Lévézou ở quận Millau. Độ cao khu vực này dao động từ 506 m (Saint-Léons) đến 1 155 m (Vézins-de-Lévézou) với độ cao trung bình 820 m.

## Các đơn vị trực thuộc
Tổng Vézins-de-Lévézou gồm 4 xã với dân số 1 710 người (điều tra dân số năm 1999, dân số không tính trùng)
| Xã                       | Dân số | Mã bưu chính | Mã insee |
| ------------------------ | ------ | ------------ | -------- |
| Saint-Laurent-de-Lévézou | 152    | 12620        | 12236    |
| Saint-Léons              | 301    | 12780        | 12238    |
| Ségur                    | 623    | 12290        | 12266    |
| Vézins-de-Lévézou        | 634    | 12780        | 12294    |

## Biến động dân số
| 1962                                                     | 1968  | 1975  | 1982  | 1990  | 1999  |
| -------------------------------------------------------- | ----- | ----- | ----- | ----- | ----- |
| 2 174                                                    | 2 389 | 2 154 | 2 012 | 1 773 | 1 710 |
| Nombre retenu à partir de 1962 : dân số không tính trùng |       |       |       |       |       |